# Albufeira Summer Cup
A Albufeira Summer Cup foi uma competição de caráter amistoso disputada em 22 de julho de 2012, na cidade de Albufeira, Portugal. Foi disputada em apenas uma partida, entre Sporting de Portugal e o Sheffield Wednesday da Inglaterra.
O Sporting venceu a partida por 2 a 0, com gols de André Martins e Ricky van Wolfswinkel, ficando com o título da competição.

## Detalhes do jogo
| 22 de julho de 2012 | Sporting                              | 2 – 0     | Sheffield Wednesday | Estádio Municipal de Albufeira, Albufeira |
| 16:30               | André Martins e Ricky van Wolfswinkel | Relatório |                     | Árbitro: POR Nuno Miguel Serrano Almeida  |

| Sporting | Sheffield Wednesday |

| SPORTING:        |    |                       |     |     |
|                  |    |                       |     |     |
| GR               | 1  | Marcelo Boeck         |     | 88' |
| LD               | 25 | Bruno Pereirinha      |     | 46' |
| D                | 3  | Daniel Carriço        |     | 46' |
| D                | 4  | Xandão                |     | 46' |
| LE               | 48 | Emiliano Insúa        |     | 46' |
| M                | 8  | Stijn Schaars         |     | 46' |
| M                | 28 | André Martins         |     | 60' |
| M                | 86 | Gelson Fernandes      | 37' | 46' |
| M                | 7  | Jeffrén Suárez        |     | 46' |
| M                | 11 | Diego Capel           |     | 81' |
| A                | 9  | Ricky van Wolfswinkel | 22' | 81' |
| Suplentes:       |    |                       |     |     |
| GR               | 32 | Victor Golas          |     | 88' |
| D                | 5  | Oguchi Onyewu         |     | 46' |
| D                | 6  | Khalid Boulahrouz     |     | 46' |
| LD               | 41 | Cédric Soares         |     | 46' |
| D                | 44 | Nuno Reis             |     |     |
| M                | 14 | Matías Fernández      |     | 60' |
| M                | 23 | Adrien Silva          |     | 46' |
| M                | 30 | Danijel Pranjić       |     | 46' |
| M                | 77 | Elias                 |     | 46' |
| M                | 17 | Wilson Eduardo        |     | 81' |
| A                | 18 | André Carrillo        |     | 46' |
| A                | 35 | Diego Rubio           |     | 81' |
| Treinador:       |    |                       |     |     |
| Ricardo Sá Pinto |    |                       |     |     |

| SHEFFIELD WEDNESDAY: |    |                  |     |     |
|                      |    |                  |     |     |
| GR                   |    | Carlos Henriques |     |     |
| D                    |    | Anthony Gardner  |     | 64' |
| D                    | 6  | Semedo           | 22' |     |
| D                    | 13 | Mark Beevers     |     |     |
| D                    | 17 | Réda Johnson     | 26' |     |
| D                    |    | Kieran Lee       |     | 56' |
| M                    |    | Nejc Pečnik      |     | 64' |
| M                    | 8  | Chris Lines      |     | 81' |
| M                    | 11 | Jermaine Johnson |     | 81' |
| A                    |    | Chris Maguire    |     | 56' |
| A                    | 14 | Gary Madine      |     | 56' |
| Suplentes:           |    |                  |     |     |
| LE                   |    | Joe Mattock      |     | 56' |
| M                    | 21 | Daniel Jones     |     | 81' |
| D                    | 25 | Miguel Llera     |     | 64' |
| M                    |    | Diogo Amado      |     | 81' |
| M                    | 16 | Mike Jones       |     | 64' |
| A                    |    | Marlon Harewood  |     | 56' |
| A                    | 30 | Ryan Lowe        |     | 56' |
| Treinador:           |    |                  |     |     |
| Dave Jones           |    |                  |     |     |

## Campeão
| Albufeira Summer Cup Campeão 2012 |
| --------------------------------- |
| Portugal                          |
| Sporting                          |